# Apollonia (Phrygien)
Apollonia (altgriechisch Ἀπολλωνία) war eine antike Stadt in der Landschaft Phrygien (mitunter auch zu Pisidien gezählt) beim heutigen Uluborlu in der türkischen Provinz Isparta. Die Stadt trug zeitweilig auch den Namen Mordiaion (Μορδιάιον), in der Spätantike Sozopolis (Σωζόπολις).
Apollonia wird erwähnt u. a. bei Strabon, der Tabula Peutingeriana und Claudius Ptolemäus. Über seine Geschichte ist nur wenig bekannt. Erhalten sind Inschriften und Münzen der Stadt aus der römischen Kaiserzeit. In der Spätantike war Sozopolis Sitz eines Bischofs; auf das Bistum geht das Titularbistum Sozopolis in Pisidia der römisch-katholischen Kirche zurück. 